# Sphagnopsida
Sphagnopsida, razred mahovnjača danas zastupljen samo od jednog živog reda, Sphagnales, i fosilnog reda Protosphagnales, čiji je jedini poznati predstavnik Protosphagnum nervatum. 
Rodu Sphagnum, po kojemu je razred dobio ime pripada preko 300 vrsta.

## Opis
Sphagnopsida su mahovine tresetnice, ekološki i ekonomski najvažnije mahovine današnjice. Na primjer, izgaranje treseta osigurava jednu trećinu energetskih potreba Irske, a za razliku od fosilnih goriva, treset je obnovljivi izvor ako se njime pravilno upravlja. Osim toga, tresetišta su stanište komercijalnih usjeva poput borovnice i brusnice.
Povijesno gledano, tresetne mahovine također su bile važan resurs. Osim što služi kao velika komponenta goriva od treseta, tresetna mahovina ima upijajuća i antiseptička svojstva, zbog kojih se koristi za sve, od pelena do previjanja rana. Ove iste kvalitete čine treset važnim u hortikulturi kao lončanice i kao dodatak tlu.
Sve žive vrste u ovoj skupini pripadaju rodu Sphagnum, iako su fosili koji se pripisuju drugim rodovima poznati iz trijasa i perma.

## Redovi
- Protosphagnales †
- Sphagnales